# Plymouth Plaza
Plymouth Plaza – samochód osobowy klasy wyższej produkowany pod amerykańską marką Plymouth w latach 1954–1958. 

## Pierwsza generacja

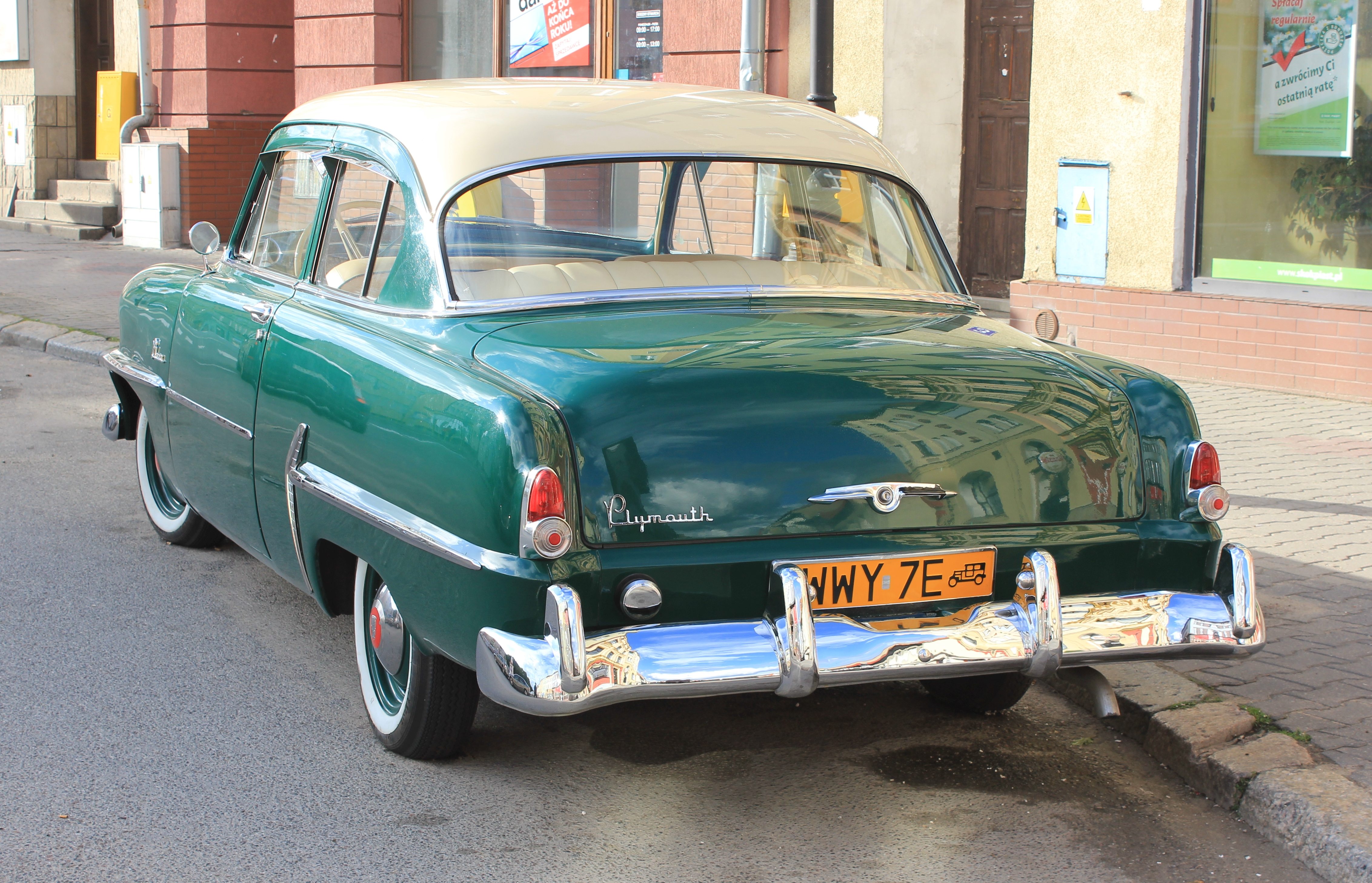
Plymouth Plaza I - tył

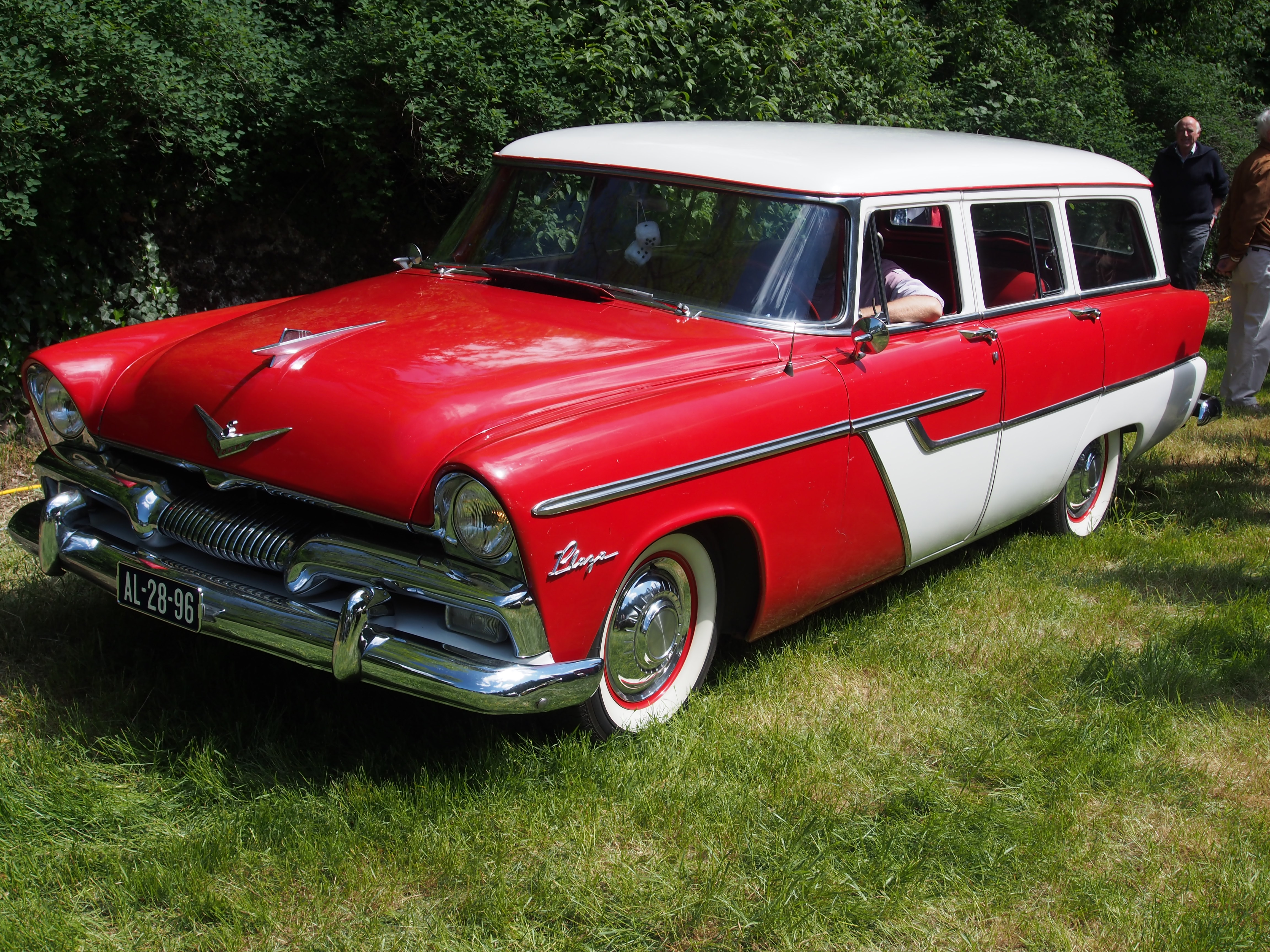
Plymouth Plaza I Kombi po liftingu

Plymouth Plaza I został zaprezentowany po raz pierwszy w 1954 roku.
Model Plaza poszerzył ofertę marki Plymouth. Plasował się cenowo w gamie samochodów Plymoutha cenowo poniżej modelu Savoy. Dostępny był trzech wersjach nadwoziowych, jako 4-drzwiowy sedan, a także 5-drzwiowe kombi oraz 2-drzwiowe coupé.
Samochód utrzymano w charakterystycznych proporcjach dla gamy wyższej klasy pojazdów Plymoutha, wyróżniając się obłymi kształtami nadkoli, okrągłymi reflektorami, dużą chromowaną atrapą chłodnicy oraz niewielkimi lampami tylnymi umieszczonymi na krawędziach błotników.

### Lifting
Po rok trającej produkcji, w 1955 roku Plymouth Plaza I został zmodernizowany. Pojawiły się strzeliste daszki reflektorów, a także zmodyfikowany kształt błotników.

### Silniki
- L6 3.8l
- L6 4.1l

## Druga generacja

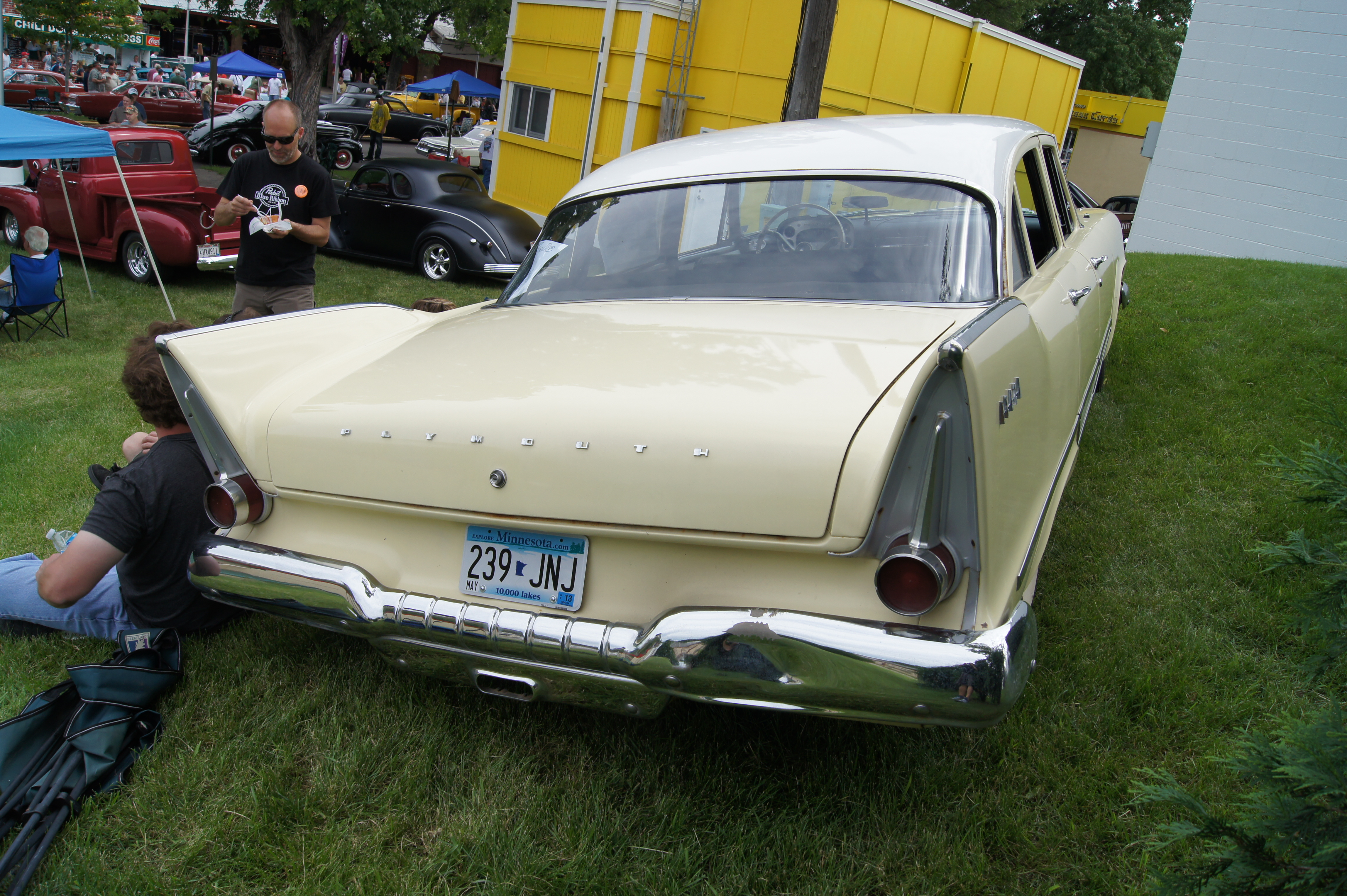
Plymouth Plaza II - tył

Plymouth Plaza II został zaprezentowany po raz pierwszy w 1956 roku.
Druga generacja Plymoutha Plaza przeszła obszerny zakres zmian, ze znacznie masywniejszym nadwoziem, które zyskało strzeliste zakończenia błotników i nadkoli. Nadwozie stało się nieznacznie pojemniejsze - zwiększenie się wymiarów przejawiało się głównie wydłużeniem zarówno maski, jak i przedziału bagażowego.

### Silniki
- V8 3.9l
- V8 4.3l